# Wiktor Kaliciński
Wiktor Franciszek Kaliciński (ur. 10 sierpnia 1894 lub 18 sierpnia 1896, zm. wiosną 1940 w Katyniu) – polski lekarz patolog, anatomopatolog, doktor nauk medycznych, specjalista balsamowania zwłok, szambelan papieski, major lekarz Wojska Polskiego, legionista, ofiara zbrodni katyńskiej.

## Życiorys

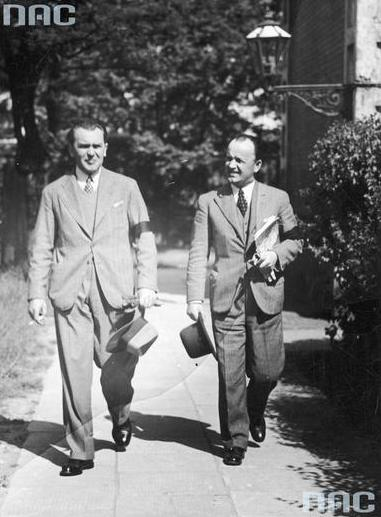
Lekarze Józef Laskowski i Wiktor Kaliciński przy pracowni Anatomopatologicznej Centrum Wyszkolenia Sanitarnego (1935)

Urodził się jako syn Tadeusza i Marii, z domu Buratowska. Absolwent c. k. gimnazjum w Nowym Targu, gdzie 15 marca 1915 złożył przedwczesny (wojenny) egzamin dojrzałości (Muzeum Józefa Piłsudskiego w Sulejówku podało, że Wiktor Kaliciński zdał maturę w 1915 w Gimnazjum Filologicznym w Tarnowie). Podczas nauki szkolnej należał do Drużyn Podhalańskich i Związku Strzeleckiego. W trakcie I wojny światowej wstąpił do Legionów Polskich i służył w szeregach I Brygady Legionów Polskich w VI batalionie. Został ranny w bitwie pod Krzywopłotami. W szeregach Legionów był do 3 lutego 1916. Później działał w Polskiej Organizacji Wojskowej.
Po odzyskaniu przez Polskę niepodległości w listopadzie wstąpił do Wojska Polskiego. Brał udział w wojnie polsko-bolszewickiej. W czerwcu 1919 został ranny. W listopadzie 1919 awansowany do stopnia podporucznika, skierowany do Dywizji Strzelców Podhalańskich, od czerwca 1920 służył w pociągu sanitarnym. W 1921 odkomenderowany ze służby celem ukończenia studiów medycznych, które prowadził z przerwami od 1915. Dyplom doktora wszechnauk lekarskich uzyskał w 1925 na Uniwersytecie Warszawskim ze specjalizacją anatomii patologicznej. Został pracownikiem Centrum Wyszkolenia Sanitarnego w Warszawie, w którym pracował kolejno na stanowisku wykładowcy, jako asystent, starszy asystent, kierownik pracowni, po czym został kierownikiem Pracowni Anatomopatologicznej. Generał dr Jan Kołłątaj-Srzednicki, komendant CWS, nazwał go „wybitnym anatomopatologiem”. Był kierownikiem Zakładu Patologii w Szpitalu Ujazdowskim w Warszawie. Współpracował z Instytutem Radowym w Warszawie. Prowadził badania w dziedzinie patologii, a także w zakresie komórek nowotworowych. W latach 30. XX w. kierował Przychodnią Przeciwgruźliczą w Warszawie i pracował w niej na stanowisku rentgenologa. Był działaczem i skarbnikiem w Polskim Towarzystwie Radiologicznym, członkiem Komitetu Walki z Rakiem, Towarzystwa Przeciwgruźliczego. Był sekretarzem redakcji czasopisma „Nowotwory”.
Został awansowany do stopnia kapitana w Korpusie Oficerów Sanitarnych Lekarzy ze starszeństwem z dniem 1 stycznia 1927 (w 1928 był zweryfikowany z lokatą 25). W 1934 awansowany do stopnia majora. Był przydzielony do kadry oficerskiej służby zdrowia, krótkotrwale skierowany do Szpitala Rejonowego w Katowicach, później do Oficerskiej Szkoły Sanitarnej, od 1934 do Szkoły Podchorążych Sanitarnych.
Do połowy 1935 dr Kaliciński wykonał dwanaście zabiegów balsamowania zwłok, w tym ciał ministra Huberta Lindego (1926), ministra Bronisława Pierackiego (1934) oraz Jakuba Ksawerego Potockiego (1934). Po śmierci Marszałka Józefa Piłsudskiego 12 maja 1935 roku (którego Wiktor Kaliciński znał i był z nim związany) podjął się balsamowania ciała po raz trzynasty. W nocy z 12 na 13 maja 1935 roku mjr dr Wiktor Kaliciński i dr Józef Laskowski działając pod presją czasu wyjęli mózg i zabezpieczyli go do dalszych badań (aby mózg nadawał się do badań, nie mogło minąć więcej niż 24 godziny od śmierci); w 1938 została wydana monografia pt. Mózg Józefa Piłsudskiego opracowana pod redakcją prof. Maksymiliana Rosego. Lekarze wyjęli jego serce (które zostało pochowane obok szczątków jego matki na cmentarzu na Rossie w Wilnie) oraz wykonali sekcję zwłok Marszałka i pracowali nad jego konserwacją i balsamowaniem (mumifikacją). W późniejszym czasie Wiktor Kaliciński dokonywał poprawek w tym zakresie, a 21 października 1935 w krypcie św. Leonarda na Wawelu uczestniczył także w przeniesieniu zwłok Naczelnika do innej trumny.
Ponadto był członkiem Związku Legionistów i Związku Podhalan. Działał w Komitecie Budowy Pomnika dla Uczczenia Pamięci Członków Służby Zdrowia Poległych za Ojczyznę za czas od 1927 do 1930. Otrzymał tytuł szambelana papieskiego.
Po wybuchu II wojny światowej 1939 wraz z kadrą Centrum Wyszkolenia Sanitarnego ewakuował się na tereny wschodnie, a po agresji ZSRR na Polskę został aresztowany przez Sowietów. Był przetrzymywany w obozie w Kozielsku. Osadzony tam inny dr Jan Zienkiewicz zapisał w swoim dzienniku (odnalezionym w czasie ekshumacji z 1943), iż dr Wiktor Kaliciński wygłaszał dla współosadzonych odczyty o balsamowaniu zwłok Marszałka Piłsudskiego w 1935 i innych kwestiach związanych z jego osobą. Wiosną 1940 został przetransportowany do Katynia i rozstrzelany przez funkcjonariuszy Obwodowego Zarządu NKWD w Smoleńsku oraz pracowników NKWD przybyłych z Moskwy na mocy decyzji biura politycznego KC WKP(b) z 5 marca 1940. Został pochowany na terenie obecnego Polskiego Cmentarza Wojennego w Katyniu, gdzie w 1943 jego ciało zidentyfikowano podczas ekshumacji prowadzonych przez Niemców pod numerem 1716. Zwłoki rozpoznał dr Marian Wodziński, powołany przez Polski Czerwony Krzyż jako biegły sądowy w skład komisji dla zbadania miejsca zbrodni, który był krewnym szwagierki Mariana Wodzińskiego Krystyny z Drezińskich. Przy zwłokach Wiktora Kalicińskiego zostały odnalezione m.in. pismo ze Szpitala Wojskowego nr 504, wizytówka, karta szczepień, blok notesowy, kalendarzyk kieszonkowy, kartka z nazwiskiem doktora oraz wizytówka z treścią: „W razie śmierci zawiadomić żonę moją Kalicińską, Warszawa, Matejki 6 m. 1, 7 września 1939”.
Był żonaty z Anną, z domu Drezińską, z którą miał córkę Małgorzatę (po mężu Buraczewska) i syna Kajetana.

## Upamiętnienie
5 października 2007 roku Minister Obrony Narodowej Aleksander Szczygło awansował go pośmiertnie do stopnia podpułkownika. Awans został ogłoszony 9 listopada 2007 roku w Warszawie w trakcie uroczystości „Katyń Pamiętamy – Uczcijmy Pamięć Bohaterów”.
12 listopada 2012 jego nazwisko zostało umieszczone na jednej z tablic poświęconej profesorom i uczniom nowotarskiego gimnazjum poległym i pomordowanym w czasie wojen.

## Ordery i odznaczenia
- Krzyż Niepodległości (2 sierpnia 1931)[15][16]
- Złoty Krzyż Zasługi (19 marca 1937)[17][18]
- Krzyż I Brygady „Za wierną służbę”
- Pro Ecclesia et Pontifice (Watykan, 1937)[19]